# Sebastian Ohlsson (fotbollsspelare född 1992)
Sebastian Jonas Ohlsson, född 31 december 1992 i Hova församling i Skaraborgs län, är en svensk fotbollsspelare som spelar för Degerfors IF.

## Karriär
Ohlssons moderklubb är Hova IF. Han började sin seniorkarriär i Skövde AIK, där han spelade mellan 2010 och 2013. I november 2013 skrev han på ett treårskontrakt med BK Häcken. Han gjorde sin allsvenska debut den 24 maj 2014 i en 1–1-match mot Falkenbergs FF, där han blev inbytt i den 77:e minuten mot Ivo Pekalski. I Häcken gjorde dock spelaren aldrig någon succé och han fick varva sporadiska inhopp med mestadels spel i U21-laget. De senare ledde han till SM-guld 2014 som lagkapten, men bristen på speltid i Häcken fick honom att se sig efter alternativ.
I november 2015 skrev Ohlsson på ett tvåårskontrakt för Superettan-klubben Degerfors IF. I december 2017 värvades Ohlsson av Trelleborgs FF, där han skrev på ett treårskontrakt. Efter säsongen 2019 lämnade Ohlsson klubben.
Den 21 november 2019 återvände Ohlsson till Degerfors IF, där han skrev på ett treårskontrakt. Ohlsson spelade 28 ligamatcher och gjorde två mål under säsongen 2020, då Degerfors IF blev uppflyttade till Allsvenskan. 2022 förlängde han sitt kontrakt med Degerfors IF över säsongen 2025.